# The More You Live, The More You Love
"The More You Live, the More You Love" é uma canção da banda britânica A Flock of Seagulls, lançada como o primeiro single de seu terceiro álbum, The Story of a Young Heart.
A música entrou no top 40 no Reino Unido e em vários outros países, como Alemanha e Nova Zelândia. Nos Estados Unidos, alcançou os números 56 e 10 nas paradas Billboard Hot 100 e Mainstream Rock, respectivamente. "The More You Live, the More You Love" teve um sucesso semelhante na Bélgica (Flandres), onde também alcançou a décima posição.
O videoclipe foi filmado na Calçada dos Gigantes na Irlanda do Norte.

## Faixas
7"Jive 62 (Reino Unido)
1. "The More You Live, the More You Love (versão do álbum)" (4:10)
2. "Lost Control" (4:09)

12"Jive T62 (Reino Unido)
1. "The More You Live, the More You Love (Full Moon Mix)" (6:10)
2. "Lost Control (Totally)" (6:40)
3. "The More You Live, the More You Love (7" Remix) " (4:08)

## Desempenho nas paradas musicais
| Parada nos países (1984-1985)                   | Pico de posição |
| ----------------------------------------------- | --------------- |
| Reino Unido Singles Chart                       | 26              |
| Bélgica Singles Chart                           | 10              |
| Alemanha Singles Chart                          | 37              |
| Países Baixos Singles Chart                     | 16              |
| Nova Zelândia Singles Charts                    | 32              |
| Estados Unidos Billboard Hot 100                | 56              |
| Estados Unidos Billboard Mainstream Rock Tracks | 10              |